# زووتا وودا (استان اشوی‌داشکسیه)
زووتا وودا (به لهستانی: Złota Woda) یک منطقهٔ مسکونی در لهستان است که در گمینا واگوو (استان اشوی‌داشکسیه) واقع شده‌است. زووتا وودا ۲۶۴ نفر جمعیت دارد.